# Yoon Young-sun
Yoon Young-sun (* 22. November 1977 in Seoul) ist eine südkoreanische Go-Profi-Spielerin. Sie wurde 1992 Go-Profi. Yoon ist die erste Profi-Spielerin, die ihren Wohnsitz nach Deutschland verlegt hat. Sie unterrichtet Go in Hamburg.

## Leben
Yoon begann Go zu lernen, als sie zehn Jahre alt war. Nach etwa zwei Jahren wurde sie eine Schülerin von Kwon Gap Yong, der mehrere spätere professionelle Go-Spielerinnen und -Spieler unterrichtete – so zum Beispiel auch Lee Sedol. 1992, im Alter von 15 Jahren, wurde sie vom Koreanischen Go-Verband in den Rang einer professionellen Go-Spielerin erhoben und seitdem mehrfach befördert. Der 8. Dan wurde ihr 2010 verliehen.
Seit 2006 lebt Yoon in Hamburg und unterrichtet dort Go.

## Promotion
- 1992 1-Dan
- 1997 2-Dan
- 2002 3-Dan
- 2004 4-Dan
- 2006 5-Dan
- 2010 8-Dan[4]

## Erfolge
- 1994–1996 1. Platz Frauen-Kuksu Turnier
- 1998 1. Platz Frauen-Kuksu Turnier
- 2002 Haojue Cup
- 2003 2. Platz Junggwanjang-Weltmeisterschaft der Frauen
- 2005 2. Platz Frauen-Kuksu Turnier

## Bücher
- 100 Tipps für Amateure 1. 2009, ISBN 978-3-940563-08-8
- 100 Tipps für Amateure 2. 2009, ISBN 978-3-940563-09-5
- 100 Tipps für Amateure 3. 2011, ISBN 978-3-940563-14-9
- Go der Profis. 2010, ISBN 978-3-940563-11-8
- Go der Profis 2. 2012, ISBN 978-3-940563-20-0
- Think Like a Pro Haengma. (englisch)
- Think Like a Pro Pae. (englisch)

## Trivia
Die Partie, die in Hikaru no Go 75-76 (respektive Folge 36 der gleichnamigen Anime-Serie) zwischen Shindo und dem Koreaner Hon Su-yon gespielt wurde, ist jene von Yoon Young-sun (Weiß) gegen Yi Cheong-weon vom 3. Februar 1995.